# Церква Пресвятої Трійці (Йосипівка)
Церква Пресвятої Трійці в Йосипівці — парафія і храм греко-католицької громади Зборівського деканату Тернопільсько-Зборівської архієпархії Української греко-католицької церкви в селі Йосипівка Зборівської громади Тернопільської области. Пам'ятка архітектури місцевого значення.

## Історія церкви
Храм збудували у 1936 році, і того ж року його освятив єпископ Никита Будка.
Ймовірно, парафію було утворено на початку XX століття. До 1946 року вона належала до УГКЦ. У 1991 році парафія і храм знову повернулися в її лоно.
З 1946 по 1987 рік церкву закрила державна влада. У 1987–1991 роках парафія і храм належали до РПЦ.
У 1995 році єпископську візитацію парафії здійснив єпископ Михайло Колтун.
17 квітня 2014 року церква, яка є пам'яткою архітектури місцевого значення, була пошкоджена вогнем внаслідок пожежі, що виникла напередодні Великодня.
На території парафії є хрести, фігури та каплиця.
Нерухоме майно парафії — церква Пресвятої Трійці та дзвіниця.

## Парохи
- о. Степан Карпович (до 1946),
- о. Павло Бук (1987—1992),
- о. Михайло Венграк,
- о. Володимир Шевців (з 17 червня 1992).